# Raab-Katzenstein RK 9
Die Raab-Katzenstein RK 9 Grasmücke ist ein deutsches Schulflugzeug der 1920er Jahre und das letzte in nennenswerter Stückzahl gebaute Modell der 1930 in Konkurs gegangenen Raab-Katzenstein-Flugzeugwerke.

## Entwicklung
Mit der Entwicklung des Leichtflugzeugs Raab-Katzenstein RK 9 Grasmücke griff Antonius Raab 1927 die Idee von Richard Dietrich eines einfachen und preiswerten „Luftfords“ für Jedermann wieder auf. Er knüpfte damit an Dietrichs Entwicklung der Dietrich DP IX aus dem Jahr 1925 an, die auf Grund der wirtschaftlichen Lage des Dietrich-Flugzeugbaus nur noch in geringen Stückzahlen gebaut wurde.
Anlass war einerseits eine diesbezügliche Forderung des Deutschen Luftfahrtverbands (DLV) nach einem billigen „Volksflugzeug“, mit dem in den Luftfahrtvereinen der Gedanke des „Fliegens für Jedermann“ verwirklicht werden sollte sowie andererseits ein Raab-Katzenstein direkt betreffender Nachfragerückgang nach den bis dahin gebauten größeren und schwereren Typen Kl 1 Schwalbe und RK 2 Pelikan.
Im Vorfeld der RK-9-Entwicklung hatte Antonius Raab bereits den leichten Schleppfluggleiter RaKa RK 7 im Frühsommer 1927 versuchsweise als Leichtflugzeug RK 7a mit einem 12–16-PS-DKW-Hilfsmotor ausrüsten lassen. Bei der Erprobung erwies sich dieser Motor allerdings selbst für die leichte RK-7-Konstruktion als zu schwach. Unter der Bezeichnung RaKa RK 9 überarbeiteten Paul John Hall und Erich Gammelin daraufhin die RK-7-Konstruktion für die Aufnahme schwerer Motore.
Anscheinend wurde von einer nur kurzen Bau- und Entwicklungsphase ausgegangen, denn das Muster wurde von der Firmenleitung zur Teilnahme am noch im gleichen Jahr vom 30. August bis 4. September stattfindenden Sachsenflug angemeldet. Dieser Termin konnte aber bei weitem nicht gehalten werden und erst im Frühjahr des folgenden Jahres wurde der Prototyp fertiggestellt. Die im März durchgeführte Erprobung bestätigte allerdings die erwarteten gutmütigen Flugeigenschaften, so dass die RK 9 ohne weitere Verzögerung nach der erteilten Zulassung in die Produktion ging.

### Serienbau & Vertrieb
Der Serienbau der RK 9 erfolgte in einem eigenen Werknummernkreis ab WNr. 300, getrennt von den Werknummern der bislang in Serie gebauten schweren RaKa-Doppeldecker. Dieser Werknummernbereich war bislang für Versuchsflugzeuge und motorlose Flugzeuge, wie RaKa RK 7 oder RaKa Zögling vorbehalten und wurde nun auf den Bau von motorisierten Leichtflugzeugen ausgeweitet.
Der Serienbau begann im April 1928. Die ersten Kundenauslieferungen erfolgten im Juni 1928. Bis Ende 1928 wurden 16 Exemplare mit einem Anzani-Motor mit nur 35 PS fertiggestellt. Die RK 9 wurde anlässlich der vom 7. bis 28. Oktober stattfindenden ILA öffentlich präsentiert; zwei Stück nahmen an dem zu deren Auftakt durchgeführten Sternflug auf Berlin teil. Statt der in Anlehnung an den Automobilmarkt erwarteten größeren Nachfrage verkaufte sich die erste Produktionscharge nur schleppend. Viele RK 9 verblieben zunächst in den Vertriebsniederlassungen als Werksflugzeuge, bevor sie einen endgültigen Kunden fanden.
Erst im Spätsommer 1929 wurde eine weitere Fertigungscharge von vermutlich 15 geplanten RK-9-Serienflugzeugen aufgelegt. Auf Grund der Störanfälligkeit des Anzani-Motors und dessen schwacher Motorleistung war die RK 9 ab 1929 wahlweise mit Anzani-Motor zu einem Preis von lediglich 6.900 ℛℳ oder mit einem etwas leistungsfähigeren Salmson-Triebwerk mit 46 PS RK 9a für je 10.000 ℛℳ erhältlich. Von den für 1929 geplanten 15 Serienflugzeugen wurden bis Ende 1929 nur acht Flugzeuge fertiggestellt. Die Baugruppen für eine RK 9 wurden zum Bau des Raketenflugzeugs RaKa RK Ente aufgebraucht. Fünf unfertige RK 9 wurden Anfang 1930 an den neuen Produktionsstandort in Krefeld gebracht, wo die Serienfertigung allerdings nicht mehr aufgenommen wurde. Zwei dieser Flugzeuge wurden später von regionalen Fluggruppen fertiggestellt und betrieben.
Auf Grund des hohen Stückpreises des Salmson AD-9-Motors entstand 1929 die RK 9c mit einem Zweizylinder-Scorpion-Motor. Diese Variante kam allerdings nicht mehr in den Serienbau.
Einschließlich des Prototyps dürften damit nicht mehr als 27 RaKa RK 9 serienmäßig fertiggestellt worden sein.
Betrieben wurde die RK 9 in Deutschland hauptsächlich von Flugsportclubs und Privatfliegern. Nach 1933 gingen die meisten Maschinen in den Besitz des Deutschen Luftsportverbands über, der die nicht mehr favorisierten Leichtflugzeuge bis Mitte der 1930er Jahre abstellte. Neben einer größeren Zahl geplanter Lieferungen nach China wurden drei Exemplare in die Schweiz abgegeben. Einzelstücke gingen nach Argentinien und Schweden. Im Oktober 1929 erwarb der schwedische Graf Douglas Hamilton eine RK 9 für einen geplanten Weltflug von Stockholm über Russland und Alaska nach New York. Nach umfangreichen Erprobungsflügen nahm Hamilton hiervon allerdings Abstand.

### Schwimmervariante RK 9b
Von der RK 9 entstanden in Kassel 1928 auch 1–2 Flugzeuge auf Schwimmern, die als RaKa RK 9b bezeichnet wurden. Sie entstanden auf eine Anforderung der chinesischen Zentralregierung in Nanjing, die Interesse am Kauf von 20 RK 9b für ihre Luftstreitkräfte hatte. Vermutlich wurde hierfür bereits der Werknummernbereich 328–347 reserviert. Für die RK-9-Schwimmerversion entstand im Konstruktionsbüro eine Schwimmerkonstruktion, die ersatzweise statt des Fahrwerks unter einer ansonsten unveränderten RK 9 montiert werden konnte. Testweise wurde mindestens eine RaKa RK 9a in Kassel mit einer solchen Schwimmerkonstruktion aufgebaut. Mindestens eine RK 9 wurde 1929 mit Schwimmersatz nach China ausgeliefert. Sie befand sich noch in unmontiertem Zustand im August 1929 in Shanghai wegen fehlendem Knotenstück am Schwimmer. Über den Bau und die Auslieferung der weiteren 19 RaKa RK 9b ist nichts bekannt. Vermutlich blieb es bei der einen RK 9b als Einzelstück.

### RK9-Raketenvariante
Im Frühjahr 1928 wandte sich Fritz von Opel an Antonius Raab, um für Tests mit einem von im entwickelten Raketentriebwerk ein entsprechendes Flugzeug zur Verfügung gestellt zu bekommen. Raab schlug hierfür die Verwendung der RK 9 vor und beauftragte Paul Hall mit dem Entwurf einer Variante ohne Motor, an deren Rumpfseiten Aufnahmeeinrichtungen für die von Opel vorgesehenen Sander-Raketen angebracht werden sollten. Auf Grund der Brandgefahr nahm Hall von dieser Anordnung der Raketen Abstand und verlagerte sie in den Heckbereich des Flugzeugs. Aus dieser Verlagerung entstand eine grundsätzlich andere Anordnung von Tragflächen und Cockpit, die schließlich unter Verwendung von RK-9-Baugruppen zu einer vollständig neuen Entenkonstruktion (Raab-Katzenstein Ente) führte. Eine RaKa RK 9 mit seitlich angeordneten Raketen gab es nicht.
In Riga entwickelte Antonius Raab 1934 bei der Raab Flugzeugbau Gesellschaft aus der RaKa RK 9 eine modernisierte Version, die Raab Grasmücke II.

## Aufbau
Die RK 9 ist ein freitragender, gestaffelter Anderthalbdecker in Gemischtbauweise. Die Tragflächen unterschiedlicher Spannweite sind durch N-Stiele verbunden. Der Oberflügel besitzt V-Verstrebungen zum oberen Rumpf sowie I-Stiele zum unteren Flügel-Rumpf-Übergang hin. Querruder befinden sich nur am Oberflügel. Die Höhenflosse des Leitwerks ist zum Rumpf hin mit I-Stielen abgestützt. Das Fahrwerk besteht aus den zwei starren, durch eine Achse miteinander verbundenen Haupträdern und einem Schleifsporn am Heck.

## Varianten
- RK 9 – Basismodell 1928 mit 35-PS-Motor Anzani 3J
- RK 9a – Basismodell mit 46-PS-Motor Salmson AD.9, ab 1929
- RK 9b – Schwimmerversion
- RK 9c – mit 34-PS-Motor ABC Scorpion Mk.II, nur projektiert, 1929

## Technische Daten

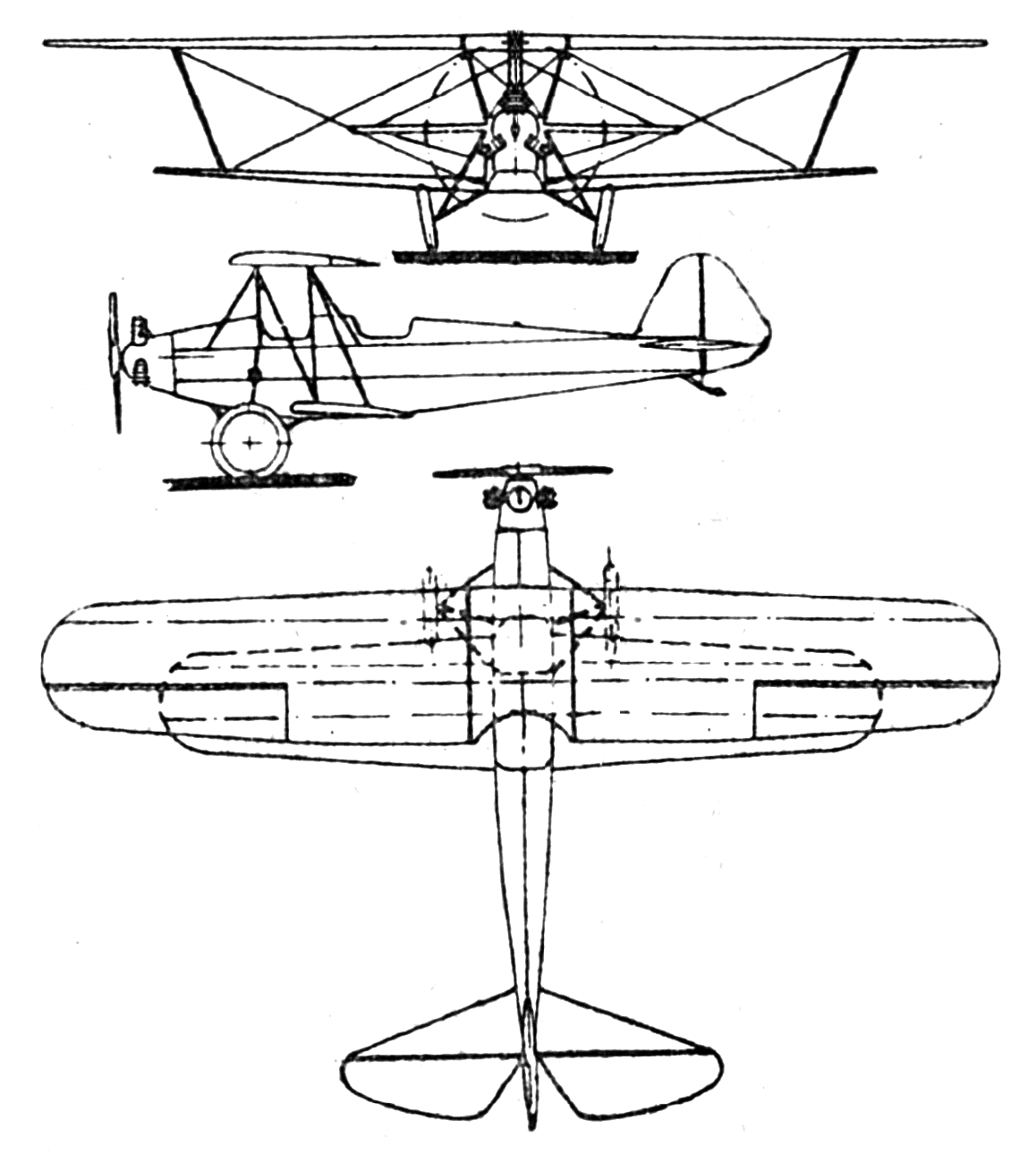
Dreiseitenansicht

| Kenngröße                          | Daten (RK 9)                              | Daten (RK 9a)                             |
| ---------------------------------- | ----------------------------------------- | ----------------------------------------- |
| Besatzung                          | 1–2                                       | 1–2                                       |
| Spannweite                         | oben 8,96 m unten 8,06 m                  | oben 8,96 m unten 8,06 m                  |
| Länge                              | 6,85 m                                    | 6,85 m                                    |
| Höhe                               | 2,90 m                                    | 2,90 m                                    |
| Flügelfläche                       | 19,64 m²                                  | 19,64 m²                                  |
| Flächenbelastung                   | 22,9 kg/m²                                | 24,2 kg/m²                                |
| Leistungsbelastung                 | 12,9 kg/PS                                | 10,3 kg/PS                                |
| Leermasse                          | 250 kg                                    | 275 kg                                    |
| Zuladung                           | 200 kg                                    | 200 kg                                    |
| Startmasse                         | 450 kg                                    | 475 kg                                    |
| Antrieb                            | ein luftgekühlter Dreizylinder-Sternmotor | ein luftgekühlter Neunzylinder-Sternmotor |
| Typ                                | Anzani                                    | Salmson                                   |
| Leistung                           | 35 PS (26 kW)                             | 46 PS (34 kW)                             |
| Kraftstoffvolumen                  | 42 l                                      | 42 l                                      |
| Höchstgeschwindigkeit in Bodennähe | 110 km/h                                  | 120 km/h                                  |
| Steigzeit auf 1000 m Höhe          | 16 min                                    | 13 min                                    |
| Dienstgipfelhöhe                   | ca. 3000 m                                | ca. 3000 m                                |
| Radius                             | ca. 350 km                                | 400 km                                    |

## Erhaltene Exemplare
Das einzige noch erhaltene Exemplar einer Grasmücke befindet sich im Deutschen Technikmuseum Berlin. Es wurde 1928 mit der Werknummer 353 gebaut und trägt noch das originale Kennzeichen D–1519.